# Тёмный лес (фильм, 2003)
«Тёмный лес» (норв. Villmark) — фильм ужасов норвежского режиссёра Пол Ойе, снятый в 2003 году.

## Сюжет
Телепродюсер Гуннар собирается запустить новое реалити-шоу. Однако перед этим он решает вместе с командой приехать в глухой лес, где затем и будут проводиться съёмки. Его помощникам предстоит испытать то, что затем почувствуют участники программы. В частности, им запрещенно курить, употреблять алкоголь, пользоваться сотовыми телефонами. Вдобавок ко всему Гуннар придумывает для них достаточно тяжёлые испытания.
Однажды Лассе и его друг Пер обнаруживают на берегу лесного озера заброшенную палатку, где они находят всякие запретные радости — типа сигарет. Потом, исследуя берег, их внимание привлекает сеть, в которой оказывается тело обнажённой девушки. Друзья сообщают об этом Гуннару, однако тот настаивает на продолжении испытаний, заявив, что они сообщат о случившемся полиции после возвращения. В группе назревает конфликт. В итоге, Гуннар решает наказать Пера — оставляет его привязанным к кольям на земле. После возвращения, выясняется, что юноша исчез…

## В ролях
| Актёр               | Роль        |
| ------------------- | ----------- |
| Бьёрн Флоберг       | Гуннар      |
| Кристоффер Йонер    | Лассе       |
| Эва Роуз            | Элин        |
| Сампда Шарма        | Сара        |
| Марко Иверсен Канич | Пер         |
| Симон Норртон       | немец       |
| Ивар Нёрве          | полицейский |
| Торстейн Лёнинг     | привратник  |
| Сесиль Деландж      | жена немца  |